# Sati (tập tục)

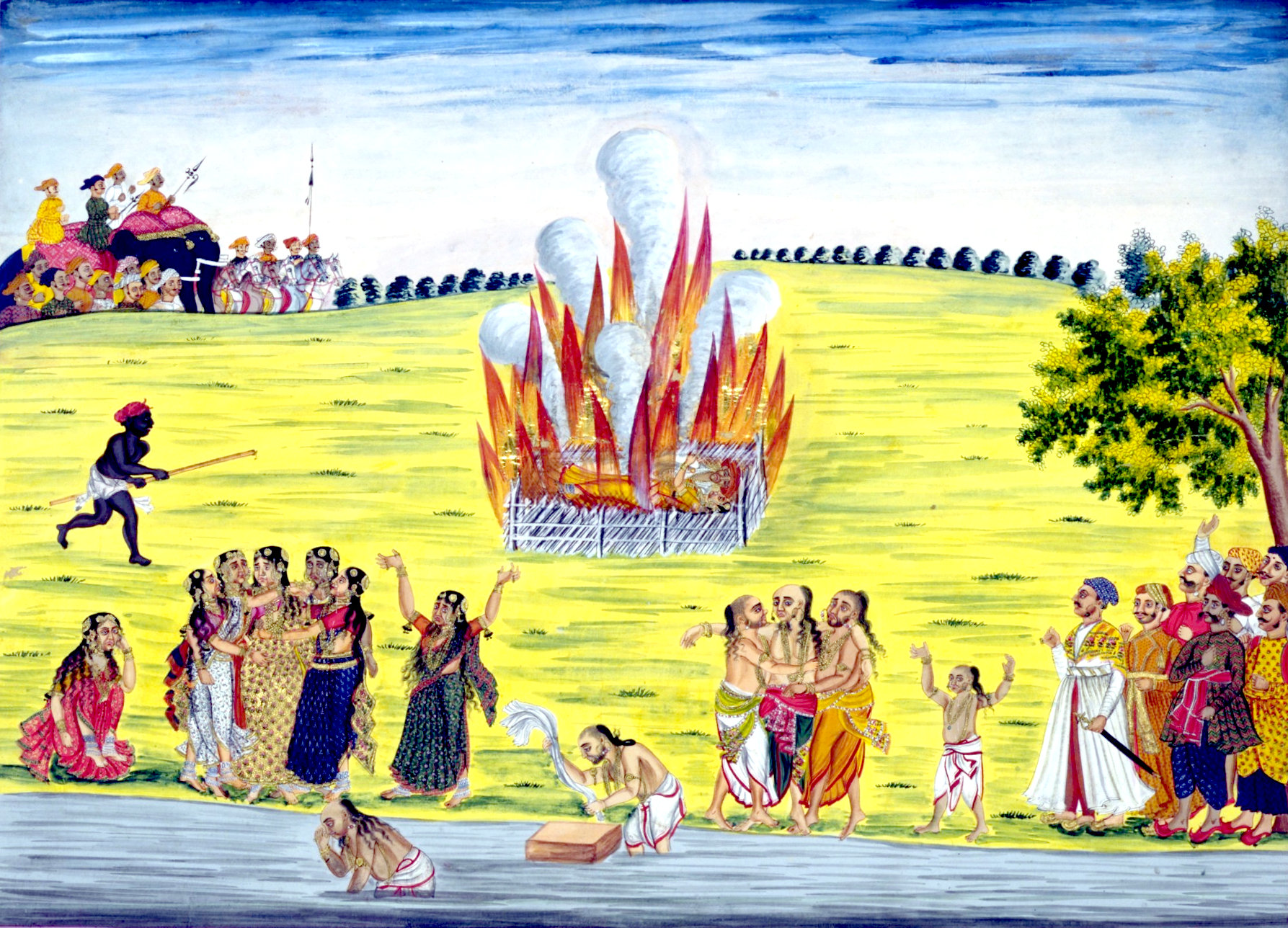
Một bức tranh thế kỷ 18 mô tả về hủ tục sati.

Sati hay suttee là một hủ tục của các tín đồ đạo Hindu. Theo đó, người góa phụ (Anumarana) phải nhảy vào giàn hỏa thiêu để kết liễu đời mình ngay sau khi người chồng qua đời.. Hiện nay, hủ tục này hầu như không còn tồn tại và được coi như một hành động vi phạm pháp luật ở Ấn Độ.
Sati dựa trên sự tự nguyện nhưng trên thực tế hầu hết các góa phụ bị ép buộc phải thực hiện hủ tục kinh hoàng này. Người ta tin rằng nếu góa phụ thực hiện sati thì người nhà cô ta sẽ gặp may mắn đến bảy thế hệ sau. Ngược lại, những góa phụ không tự thiêu sẽ phải đối mặt với sự khinh thường của người đời.

## Tên gọi
Sati (Sanskrit: सती / satī) có nguồn gốc từ tên của nữ thần Sati, người đã tự thiêu vì không thể chịu đựng được sự sỉ nhục của cha mình là Daksha đối với cô và chồng của mình Shiva.